# Xã Castle Butte, Quận Perkins, South Dakota
Xã Castle Butte (tiếng Anh: Castle Butte Township) là một xã thuộc quận Perkins, tiểu bang Nam Dakota, Hoa Kỳ. Năm 2010, dân số của xã này là 19 người.